# Saison 2003-2004 de la LHJMQ
Saison précédente Saison suivante
La saison 2003-2004 est la 35e saison de hockey sur glace de la Ligue de hockey junior majeur du Québec. Seize équipes jouent 70 matchs, et les Olympiques de Gatineau remportent leur quatrième trophée Jean-Rougeau et leur sixième Coupe du président en battant en finale les Moncton Wildcats.

## Contexte
Les Castors de Sherbrooke déménagent à Lewiston, aux États-Unis et deviennent les Maineiacs ; le Rocket de Montréal déménage à Charlottetown dans l'Île-du-Prince-Édouard pour devenir le Rocket de l'Île-du-Prince-Édouard et les Olympiques de Hull sont renommés en Olympiques de Gatineau. La ligue supprime les associations et se réorganise en trois divisions, Ouest, Est et Atlantique.
Un nouveau trophée est remis au meilleur joueur de la saison : la coupe Postes Canada.

## Saison régulière

### Classement
| Clt | Équipe                            | Division   | PJ | V  | D  | N  | DP | BP  | BC  | Pts |
| --- | --------------------------------- | ---------- | -- | -- | -- | -- | -- | --- | --- | --- |
| 1   | Olympiques de Gatineau            | Ouest      | 70 | 50 | 13 | 7  | 0  | 306 | 179 | 107 |
| 2   | Screaming Eagles du Cap-Breton    | Atlantique | 70 | 49 | 16 | 2  | 3  | 273 | 164 | 103 |
| 3   | Océanic de Rimouski               | Est        | 70 | 34 | 28 | 5  | 3  | 284 | 252 | 76  |
| 4   | Wildcats de Moncton               | Atlantique | 70 | 46 | 19 | 3  | 2  | 270 | 206 | 97  |
| 5   | Rocket de l'Île-du-Prince-Édouard | Atlantique | 70 | 40 | 19 | 5  | 6  | 251 | 189 | 91  |
| 6   | Cataractes de Shawinigan          | Ouest      | 70 | 39 | 21 | 4  | 6  | 259 | 215 | 88  |
| 7   | Saguenéens de Chicoutimi          | Est        | 70 | 32 | 27 | 7  | 4  | 218 | 220 | 75  |
| 8   | Huskies de Rouyn-Noranda          | Ouest      | 70 | 30 | 27 | 9  | 4  | 260 | 265 | 73  |
| 9   | Maineiacs de Lewiston             | Est        | 70 | 33 | 31 | 5  | 1  | 233 | 215 | 72  |
| 10  | Foreurs de Val-d'Or               | Ouest      | 70 | 29 | 29 | 10 | 2  | 213 | 222 | 70  |
| 11  | Voltigeurs de Drummondville       | Ouest      | 70 | 27 | 30 | 10 | 3  | 210 | 224 | 67  |
| 12  | Remparts de Québec                | Est        | 70 | 28 | 32 | 7  | 3  | 210 | 245 | 66  |
| 13  | Drakkar de Baie-Comeau            | Est        | 70 | 21 | 42 | 5  | 2  | 195 | 285 | 49  |
| 14  | Tigres de Victoriaville           | Ouest      | 70 | 20 | 43 | 5  | 2  | 204 | 295 | 47  |
| 15  | Mooseheads d'Halifax              | Atlantique | 70 | 17 | 43 | 7  | 3  | 194 | 274 | 44  |
| 16  | Titan d'Acadie-Bathurst           | Atlantique | 70 | 18 | 49 | 3  | 0  | 184 | 314 | 39  |

- En gras et en italique : champion de la saison régulière
- En gras : champion de division
- En italique : qualifié pour les séries éliminatoires

### Meilleurs pointeurs
| Clt | Joueur                   | Équipe                    | PJ | B  | A  | Pts | Pun |
| --- | ------------------------ | ------------------------- | -- | -- | -- | --- | --- |
| 1   | Sidney Crosby            | Rimouski                  | 59 | 54 | 81 | 135 | 74  |
| 2   | Dany Roussin             | Rimouski                  | 66 | 59 | 58 | 117 | 70  |
| 3   | Maxime Talbot            | Gatineau                  | 51 | 25 | 73 | 98  | 41  |
| 4   | Jean-Michel Daoust       | Gatineau                  | 60 | 31 | 65 | 96  | 82  |
| 5   | Benoît Mondou            | Shawinigan                | 68 | 34 | 61 | 95  | 32  |
| 6   | Pascal Pelletier         | Shawinigan                | 64 | 39 | 52 | 91  | 85  |
| 7   | Yannick Tifu             | Rouyn-Noranda             | 70 | 42 | 48 | 90  | 39  |
| 8   | Guillaume Fournier       | Victoriaville et Gatineau | 65 | 40 | 48 | 88  | 28  |
| 9   | François-Pierre Guénette | Cap-Breton                | 69 | 34 | 51 | 85  | 26  |
| 10  | Karl Gagné               | Moncton                   | 68 | 24 | 60 | 84  | 20  |
| 10  | Michael Lambert          | Île-du-Prince-Édouard     | 67 | 42 | 42 | 84  | 53  |

## Séries éliminatoires
Les équipes classées de la 4e à la 13e place de la ligue s'affrontent en huitième de finale des séries éliminatoires. Elles retrouvent ensuite en quart de finale les premières équipes de chaque association qui sont qualifiées directement pour cette étape.
|  | Huitièmes de finale | Huitièmes de finale               | Huitièmes de finale | Huitièmes de finale               |                  |                                | Quarts de finale | Quarts de finale | Quarts de finale | Quarts de finale |  |  | Demi-finales      | Demi-finales      | Demi-finales      | Demi-finales      |  |  | Finale               | Finale               | Finale               | Finale               |
|  |                     |                                   |                     |                                   |                  |                                |                  |                  |                  |                  |  |  |                   |                   |                   |                   |  |  |                      |                      |                      |                      |
|  |                     |                                   |                     |                                   |                  |                                | du 2 au 8 avril  | du 2 au 8 avril  | du 2 au 8 avril  | du 2 au 8 avril  |  |  | du 16 au 26 avril | du 16 au 26 avril | du 16 au 26 avril | du 16 au 26 avril |  |  | du 30 avril au 9 mai | du 30 avril au 9 mai | du 30 avril au 9 mai | du 30 avril au 9 mai |
|  |                     |                                   |                     |                                   |                  |                                | du 2 au 8 avril  | du 2 au 8 avril  | du 2 au 8 avril  | du 2 au 8 avril  |  |  | du 16 au 26 avril | du 16 au 26 avril | du 16 au 26 avril | du 16 au 26 avril |  |  | du 30 avril au 9 mai | du 30 avril au 9 mai | du 30 avril au 9 mai | du 30 avril au 9 mai |
|  |                     |                                   |                     |                                   |                  |                                | du 2 au 8 avril  | du 2 au 8 avril  | du 2 au 8 avril  | du 2 au 8 avril  |  |  | du 16 au 26 avril | du 16 au 26 avril | du 16 au 26 avril | du 16 au 26 avril |  |  | du 30 avril au 9 mai | du 30 avril au 9 mai | du 30 avril au 9 mai | du 30 avril au 9 mai |
|  |                     |                                   |                     |                                   |                  |                                | du 2 au 8 avril  | du 2 au 8 avril  | du 2 au 8 avril  | du 2 au 8 avril  |  |  | du 16 au 26 avril | du 16 au 26 avril | du 16 au 26 avril | du 16 au 26 avril |  |  | du 30 avril au 9 mai | du 30 avril au 9 mai | du 30 avril au 9 mai | du 30 avril au 9 mai |
|  | 1                   | Olympiques de Gatineau            | 4                   | 4                                 |                  |                                |                  |                  |                  |                  |  |  | du 16 au 26 avril | du 16 au 26 avril | du 16 au 26 avril | du 16 au 26 avril |  |  | du 30 avril au 9 mai | du 30 avril au 9 mai | du 30 avril au 9 mai | du 30 avril au 9 mai |
|  | 1                   | Olympiques de Gatineau            | 4                   | 4                                 | du 19 au 24 mars |                                |                  |                  |                  |                  |  |  | du 16 au 26 avril | du 16 au 26 avril | du 16 au 26 avril | du 16 au 26 avril |  |  | du 30 avril au 9 mai | du 30 avril au 9 mai | du 30 avril au 9 mai | du 30 avril au 9 mai |
|  |                     |                                   | 8                   | Huskies de Rouyn-Noranda          | 0                | 0                              |                  |                  |                  |                  |  |  | du 16 au 26 avril | du 16 au 26 avril | du 16 au 26 avril | du 16 au 26 avril |  |  | du 30 avril au 9 mai | du 30 avril au 9 mai | du 30 avril au 9 mai | du 30 avril au 9 mai |
|  | 4                   | Wildcats de Moncton               | 8                   | Huskies de Rouyn-Noranda          | 0                | 0                              | 4                | 4                |                  |                  |  |  | du 16 au 26 avril | du 16 au 26 avril | du 16 au 26 avril | du 16 au 26 avril |  |  | du 30 avril au 9 mai | du 30 avril au 9 mai | du 30 avril au 9 mai | du 30 avril au 9 mai |
|  | 4                   | Wildcats de Moncton               | du 2 au 9 avril     |                                   |                  |                                | 4                | 4                |                  |                  |  |  | du 16 au 26 avril | du 16 au 26 avril | du 16 au 26 avril | du 16 au 26 avril |  |  | du 30 avril au 9 mai | du 30 avril au 9 mai | du 30 avril au 9 mai | du 30 avril au 9 mai |
|  | 13                  | Drakkar de Baie-Comeau            | 0                   | 0                                 |                  |                                |                  |                  |                  |                  |  |  | du 16 au 26 avril | du 16 au 26 avril | du 16 au 26 avril | du 16 au 26 avril |  |  | du 30 avril au 9 mai | du 30 avril au 9 mai | du 30 avril au 9 mai | du 30 avril au 9 mai |
|  | 13                  | Drakkar de Baie-Comeau            | 0                   | 0                                 | 1                | Olympiques de Gatineau         | 4                | 4                |                  |                  |  |  |                   |                   |                   |                   |  |  | du 30 avril au 9 mai | du 30 avril au 9 mai | du 30 avril au 9 mai | du 30 avril au 9 mai |
|  | du 19 au 26 mars    |                                   |                     |                                   | 1                | Olympiques de Gatineau         | 4                | 4                |                  |                  |  |  |                   |                   |                   |                   |  |  | du 30 avril au 9 mai | du 30 avril au 9 mai | du 30 avril au 9 mai | du 30 avril au 9 mai |
|  |                     |                                   | 7                   | Saguenéens de Chicoutimi          | 2                | 2                              |                  |                  |                  |                  |  |  |                   |                   |                   |                   |  |  | du 30 avril au 9 mai | du 30 avril au 9 mai | du 30 avril au 9 mai | du 30 avril au 9 mai |
|  | 5                   | Rocket de l'Île-du-Prince-Édouard | 7                   | Saguenéens de Chicoutimi          | 2                | 2                              | 4                | 4                |                  |                  |  |  |                   |                   |                   |                   |  |  | du 30 avril au 9 mai | du 30 avril au 9 mai | du 30 avril au 9 mai | du 30 avril au 9 mai |
|  | 5                   | Rocket de l'Île-du-Prince-Édouard | du 16 au 26 avril   |                                   |                  |                                | 4                | 4                |                  |                  |  |  |                   |                   |                   |                   |  |  | du 30 avril au 9 mai | du 30 avril au 9 mai | du 30 avril au 9 mai | du 30 avril au 9 mai |
|  | 12                  | Remparts de Québec                | 1                   | 1                                 |                  |                                |                  |                  |                  |                  |  |  |                   |                   |                   |                   |  |  | du 30 avril au 9 mai | du 30 avril au 9 mai | du 30 avril au 9 mai | du 30 avril au 9 mai |
|  | 12                  | Remparts de Québec                | 1                   | 1                                 | 2                | Screaming Eagles du Cap-Breton | 1                | 1                |                  |                  |  |  |                   |                   |                   |                   |  |  | du 30 avril au 9 mai | du 30 avril au 9 mai | du 30 avril au 9 mai | du 30 avril au 9 mai |
|  | du 19 au 30 mars    |                                   |                     |                                   | 2                | Screaming Eagles du Cap-Breton | 1                | 1                |                  |                  |  |  |                   |                   |                   |                   |  |  | du 30 avril au 9 mai | du 30 avril au 9 mai | du 30 avril au 9 mai | du 30 avril au 9 mai |
|  |                     |                                   | 7                   | Saguenéens de Chicoutimi          | 4                | 4                              |                  |                  |                  |                  |  |  |                   |                   |                   |                   |  |  | du 30 avril au 9 mai | du 30 avril au 9 mai | du 30 avril au 9 mai | du 30 avril au 9 mai |
|  | 6                   | Cataractes de Shawinigan          | 7                   | Saguenéens de Chicoutimi          | 4                | 4                              | 4                | 4                |                  |                  |  |  |                   |                   |                   |                   |  |  | du 30 avril au 9 mai | du 30 avril au 9 mai | du 30 avril au 9 mai | du 30 avril au 9 mai |
|  | 6                   | Cataractes de Shawinigan          | du 2 au 7 avril     |                                   |                  |                                | 4                | 4                |                  |                  |  |  |                   |                   |                   |                   |  |  | du 30 avril au 9 mai | du 30 avril au 9 mai | du 30 avril au 9 mai | du 30 avril au 9 mai |
|  | 11                  | Voltigeurs de Drummondville       | 3                   | 3                                 |                  |                                |                  |                  |                  |                  |  |  |                   |                   |                   |                   |  |  | du 30 avril au 9 mai | du 30 avril au 9 mai | du 30 avril au 9 mai | du 30 avril au 9 mai |
|  | 11                  | Voltigeurs de Drummondville       | 3                   | 3                                 | 1                | Olympiques de Gatineau         | 4                | 4                |                  |                  |  |  |                   |                   |                   |                   |  |  |                      |                      |                      |                      |
|  |                     |                                   |                     |                                   | 1                | Olympiques de Gatineau         | 4                | 4                |                  |                  |  |  |                   |                   |                   |                   |  |  |                      |                      |                      |                      |
|  |                     |                                   | 4                   | Wildcats de Moncton               | 1                | 1                              |                  |                  |                  |                  |  |  |                   |                   |                   |                   |  |  |                      |                      |                      |                      |
|  |                     |                                   |                     |                                   | 1                | 1                              |                  |                  |                  |                  |  |  |                   |                   |                   |                   |  |  |                      |                      |                      |                      |
|  |                     |                                   |                     |                                   |                  |                                |                  |                  |                  |                  |  |  |                   |                   |                   |                   |  |  |                      |                      |                      |                      |
|  |                     |                                   |                     |                                   |                  |                                |                  |                  |                  |                  |  |  |                   |                   |                   |                   |  |  |                      |                      |                      |                      |
|  | 3                   | Océanic de Rimouski               | 4                   | 4                                 |                  |                                |                  |                  |                  |                  |  |  |                   |                   |                   |                   |  |  |                      |                      |                      |                      |
|  | 3                   | Océanic de Rimouski               | 4                   | 4                                 | du 19 au 30 mars |                                |                  |                  |                  |                  |  |  |                   |                   |                   |                   |  |  |                      |                      |                      |                      |
|  |                     |                                   | 6                   | Cataractes de Shawinigan          | 0                | 0                              |                  |                  |                  |                  |  |  |                   |                   |                   |                   |  |  |                      |                      |                      |                      |
|  | 7                   | Saguenéens de Chicoutimi          | 6                   | Cataractes de Shawinigan          | 0                | 0                              | 4                | 4                |                  |                  |  |  |                   |                   |                   |                   |  |  |                      |                      |                      |                      |
|  | 7                   | Saguenéens de Chicoutimi          | du 3 au 12 avril    |                                   |                  |                                | 4                | 4                |                  |                  |  |  |                   |                   |                   |                   |  |  |                      |                      |                      |                      |
|  | 10                  | Foreurs de Val-d'Or               | 3                   | 3                                 |                  |                                |                  |                  |                  |                  |  |  |                   |                   |                   |                   |  |  |                      |                      |                      |                      |
|  | 10                  | Foreurs de Val-d'Or               | 3                   | 3                                 | 3                | Océanic de Rimouski            | 1                | 1                |                  |                  |  |  |                   |                   |                   |                   |  |  |                      |                      |                      |                      |
|  | du 19 au 30 mars    |                                   |                     |                                   | 3                | Océanic de Rimouski            | 1                | 1                |                  |                  |  |  |                   |                   |                   |                   |  |  |                      |                      |                      |                      |
|  |                     |                                   | 4                   | Wildcats de Moncton               | 4                | 4                              |                  |                  |                  |                  |  |  |                   |                   |                   |                   |  |  |                      |                      |                      |                      |
|  | 8                   | Huskies de Rouyn-Noranda          | 4                   | Wildcats de Moncton               | 4                | 4                              | 4                | 4                |                  |                  |  |  |                   |                   |                   |                   |  |  |                      |                      |                      |                      |
|  | 8                   | Huskies de Rouyn-Noranda          |                     |                                   |                  |                                |                  | 4                |                  |                  |  |  |                   |                   |                   |                   |  |  |                      |                      |                      |                      |
|  | 9                   | Maineiacs de Lewiston             | 3                   | 3                                 |                  |                                |                  |                  |                  |                  |  |  |                   |                   |                   |                   |  |  |                      |                      |                      |                      |
|  | 9                   | Maineiacs de Lewiston             | 3                   | 3                                 | 4                | Wildcats de Moncton            | 4                | 4                |                  |                  |  |  |                   |                   |                   |                   |  |  |                      |                      |                      |                      |
|  |                     |                                   |                     |                                   | 4                | Wildcats de Moncton            | 4                | 4                |                  |                  |  |  |                   |                   |                   |                   |  |  |                      |                      |                      |                      |
|  |                     |                                   | 5                   | Rocket de l'Île-du-Prince-Édouard | 2                | 2                              |                  |                  |                  |                  |  |  |                   |                   |                   |                   |  |  |                      |                      |                      |                      |
|  |                     |                                   |                     |                                   | 2                | 2                              |                  |                  |                  |                  |  |  |                   |                   |                   |                   |  |  |                      |                      |                      |                      |
|  |                     |                                   |                     |                                   |                  |                                |                  |                  |                  |                  |  |  |                   |                   |                   |                   |  |  |                      |                      |                      |                      |
|  |                     |                                   |                     |                                   |                  |                                |                  |                  |                  |                  |  |  |                   |                   |                   |                   |  |  |                      |                      |                      |                      |
|  |                     |                                   |                     |                                   |                  |                                |                  |                  |                  |                  |  |  |                   |                   |                   |                   |  |  |                      |                      |                      |                      |
|  |                     |                                   |                     |                                   |                  |                                |                  |                  |                  |                  |  |  |                   |                   |                   |                   |  |  |                      |                      |                      |                      |

## Équipes d'étoiles
La ligue sélectionne trois équipes d'étoiles dont une pour les recrues.

### Première équipe
- Gardien de but : Martin Houle, Screaming Eagles du Cap-Breton
- Défenseur gauche : Doug O'Brien, Olympiques de Gatineau
- Défenseur droit : Jonathan Paiement, Maineiacs de Lewiston
- Ailier gauche : Dany Roussin, Océanic de Rimouski
- Centre : Sidney Crosby, Océanic de Rimouski
- Ailier droit : Jean-Michel Daoust, Olympiques de Gatineau
- Entraîneur : Benoît Groulx, Olympiques de Gatineau

### Deuxième équipe
- Gardien de but : Corey Crawford, Wildcats de Moncton
- Défenseur gauche : Mathieu Dumas, Foreurs de Val-d'Or
- Défenseur droit : Mario Scalzo, Tigres de Victoriaville
- Ailier gauche : Alexandre Picard, Maineiacs de Lewiston
- Centre : Maxime Talbot, Olympiques de Gatineau
- Ailier droit : Steve Bernier, Wildcats de Moncton
- Entraîneur : Alain Vigneault, Rocket de l'Île-du-Prince-Édouard

### Équipe des recrues
- Gardien de but : Julien Ellis-Plante, Cataractes de Shawinigan
- Défenseur gauche : Nathan Welton, Remparts de Québec
- Défenseur droit : Mathieu Carle, Titan d'Acadie-Bathurst
- Ailier gauche : Guillaume Latendresse, Voltigeurs de Drummondville
- Centre : Sidney Crosby, Océanic de Rimouski
- Ailier droit : Mārtiņš Karsums, Wildcats de Moncton

## Trophées
Quatre récompenses collectives et dix-neuf individuelles sont décernées.

### Récompenses collectives
- Coupe du président (champions des séries éliminatoires) : Olympiques de Gatineau
- Trophée Jean-Rougeau (champions de la saison régulière) : Olympiques de Gatineau
- Trophée Robert-Lebel (meilleure moyenne de buts encaissés) : Screaming Eagles du Cap-Breton
- Trophée Luc-Robitaille (plus grand nombre de buts marqués) : Olympiques de Gatineau

### Récompenses individuelles
- Trophée Jean-Béliveau (meilleur pointeur) : Sidney Crosby, Océanic de Rimouski
- Trophée Jacques-Plante (meilleure moyenne de buts encaissés) : Martin Houle, Screaming Eagles du Cap-Breton
- Trophée Michel-Bergeron (recrue offensive de l'année) : Sidney Crosby, Océanic de Rimouski
- Trophée Frank-J.-Selke (joueur le plus gentilhomme) : Benoît Mondou, Cataractes de Shawinigan
- Trophée Michel-Brière (meilleur joueur) : Sidney Crosby, Océanic de Rimouski
- Trophée Émile-Bouchard (défenseur de l'année) : Doug O'Brien, Olympiques de Gatineau
- Trophée Guy-Lafleur (meilleur joueur des séries éliminatoires) : Maxime Talbot, Olympiques de Gatineau
- Trophée Michael-Bossy (meilleur espoir) : Alexandre Picard, Maineiacs de Lewiston
- Trophée Raymond-Lagacé (recrue défensive de l'année) : Julien Ellis-Plante, Cataractes de Shawinigan
- Trophée Marcel-Robert (meilleur étudiant) : Nicolas Laplante, Titan d'Acadie-Bathurst
- Trophée Paul-Dumont (personnalité de l'année) : Sidney Crosby, Océanic de Rimouski
- Trophée John-Horman (administrateur de l'année) : Sylvie Fortier, Drakkar de Baie-Comeau
- Coupe Telus - Offensif (joueur offensif de l'année) : Sidney Crosby, Océanic de Rimouski
- Coupe Telus - Défensif (joueur défensif de l'année) : Corey Crawford, Wildcats de Moncton
- Trophée Jean-Sawyer (meilleur directeur marketing) : Johanne Lefebvre, Drakkar de Baie-Comeau
- Coupe RDS (meilleure recrue) : Sidney Crosby, Océanic de Rimouski
- Trophée Ron-Lapointe (meilleur entraîneur) : Benoît Groulx, Olympiques de Gatineau
- Plaque Wittnauer (plus grande implication dans la communauté) : Josh Hennessy, Remparts de Québec
- Coupe Postes Canada (meilleur joueur) : Sidney Crosby, Océanic de Rimouski